# Risorto
Risorto (Risen) è un film del 2016 diretto da Kevin Reynolds.
La pellicola, con protagonisti Joseph Fiennes e Tom Felton, è ispirata alla storia della risurrezione di Gesù narrata nel Nuovo Testamento.

## Trama
A seguito della crocifissione e morte di Gesù, Clavio, un tribuno militare romano di alto rango, e il suo aiutante Lucio vengono istruiti da Ponzio Pilato per assicurarsi che i seguaci radicali di Gesù non rubino il suo corpo e in seguito dichiarino la sua risurrezione. Quando il corpo scompare nei giorni successivi, Clavio parte in missione alla ricerca del corpo perduto, per smentire le voci del Messia risorto ed evitare una rivolta a Gerusalemme. Durante la ricerca, Clavio incontra gli apostoli di Gesù che cercano di spiegargli che Gesù non ha mai voluto il potere né su Roma né su Israele e che lui voleva diffondere il perdono e l'amore attraverso i suoi miracoli e che è morto proprio per quel motivo.  Persino Maria Maddalena cerca di convincere il tribuno ad aprire il suo cuore a credere in Gesù per capire la verità sul Messia. Clavio, incapace di credere a tali parole, accusa i discepoli di mentire e di essere folli a credere una cosa del genere per poi lasciarli comunque andare consapevole che prima o poi lo condurranno alla verità. Dopo aver seguito Maria Maddalena, trova il nascondiglio dei discepoli e lì in mezzo a loro riconosce Gesù che accoglie Clavio in casa con serenità spiegandogli che nessuno tra loro gli è nemico. Da quel momento le sue certezze cominciano a crollare e, volendo capire chi sia davvero Gesù, inizia a seguire i discepoli fino al lago di Galilea. Là assiste a due miracoli e alla definitiva ascesa al Cielo di Gesù. 
Prima di andarsene, Gesù fa capire a Clavio che il suo messaggio è la fede, l'amore e soprattutto il perdono dei peccati e che lui ha predicato ciò per dare speranza al mondo compiendo miracoli per i più deboli, i malati e gli indifesi. Il tribuno, commosso, cambia profondamente e decide di credere anche lui in Gesù come il resto dei discepoli.  Questi ultimi vengono mandati per il mondo a diffondere il Verbo, ma Clavio decide di rimanere.

## Produzione
Nel 2013 Kevin Reynolds accettò di dirigere The Resurrection of Jesus Christ, un thriller scritto da Paul Aiello, sequel non ufficiale de La passione di Cristo, che racconta i 40 giorni successivi alla risurrezione di Cristo.
Il budget del film fu di 20 milioni di dollari.

### Riprese
La pellicola venne girata a Malta e in Spagna..

## Promozione
Il primo trailer del film viene diffuso il 29 aprile 2015 sul sito USA Today. Il 28 agosto viene diffuso il secondo trailer tramite il canale YouTube della Sony Pictures Entertainment.

## Distribuzione
La pellicola è stata distribuita nelle sale cinematografiche statunitensi a partire dal 19 febbraio 2016, mentre in Italia è stata distribuita dal 17 marzo 2016 da Warner Bros.